# 도쿄도 교통국 6000계 전동차 (철도)
도쿄 도 교통국 6000형 전동차(東京都交通局6000形電車)는 도쿄 도 교통국에 일찍이 재적하고 있던 도쿄 도 경영 지하철 미타 선용의 통근형 전동차이다. 같은 국의 노면 전차(도시전차) 「6000형」이라고 구별하기 위해 「도쿄 도 경영 지하철 6000형」이라고 불리기도 한다. 이 문서에서는 인도네시아의 철도 회사인 피티 케레타 아피에 매각된 차량에 대해서도 서술하였다.

## 개요
일본의 철도 차량으로는 처음으로 보조 전원 장치에 정지형 인버터(SIV)를 채용하였다. 차체 구조는 외판에 스텐레스 강철을 이용하고 뼈대는 보통강철을 이용한 세미 스텐레스 차량이다. 내장도 간토 광역권의 철도에서는 처음으로 목조의 화장판이 채용되었다. 20m 4문차체, 제어장치는 초다단 제어, 주전동기 출력 100kW라고 하는 점에 제도고속도교통영단(현·도쿄 지하철)5000계와의 유사성이 있다. 1968년 12월 27일의 도쿄 도 경영 지하철 6호선(미타 선)개통과 동시에 운용을 개시하였다. 당시는 도부 철도 도조 본선과 도쿄 급행 전철과의 상호 연결 운행을 예정하고 있었기 때문에, 각 차의 전체 길이를 20m로 해, 잠정 개통을 위해 4량 편성으로 배치되었다. 1969년에 철도 친우회 로렐상을 수상하였다. 1972년 6월 30일의 스가모 - 히비야간의 개통시부터 6량 편성이 되었다. 덧붙여 설계시는 8량 편성을 상정하고 있었다(3·4호차가 결차). 도부 철도와 상호 연결 운행을 실시할 예정이었기 때문에, 운전대는 도부의 통근형 전동차(8000계)과 같게 지상선으로의 만일의 충돌사고를 고려한 고운전대 구조로 해, 경적도 도부와 마찬가지로 양선두차로 소리가 약간 다른 것을 채용하였다. 오랜 세월에 걸쳐서 미타 선의 전용 차량으로서 운용되어 왔지만, 1993년 6월 22일부터 후계 차량의 6300계를 도입해 치환이 개시되었다. 치환은 1995년에 일단 중단한 뒤, 1999년 12월 3일의 ATC/SR화와 2000년 9월 26일부터의 제도고속도교통영단(현·도쿄 지하철)
난보쿠 선·메구로 선과의 상호 연결 운행의 개시에 맞추어 동년 8월 10일부터 ATO/TASC에 의한 자동 운전과 홈 게이트를 사용 개시하는 것과 동시에 원맨 운전을 실시하게 되어 6300계로의 통일이 결정되었으므로, 1999년부터 2000년에 치환을 재개해, 1999년 11월 28일까지 본형식을 완전하게 옮겨놓았다. 당초의 계획에서는 과거에 미타 선과의 노선연장 계획이 있던 도큐 이케가미 선이나 도큐 다마가와 선이 실시하고 있는 홈 센서 방식으로의 원맨 운전을 구상하고 있던 적도 있어 6300계 투입과 동시에 본형식을 개조해 계속 사용하는 일도 검토되고 있었지만, 1990년 6월에 홈 게이트 방식으로 결정해, 그 홈 게이트의 위치와의 문제나 ATO의 정도의 문제, 또 개조비가 동형식의 구입비용으로 필적하는 것이 판명된 결과, 동형식에 옮겨놓는 것을 선택했다. 이 시기에는 도큐측도 9000계로 노선 연장할 계획이었지만, 원맨 운전시의 안전 확인의 관계 등의 문제로 중지하였다.

## 제조 연도에 의한 차이점

### 1차차(6011~6141)
시무라(현·다카시마다이라) - 스가모간의 개통용으로서 4량 14편성(56량)을 투입했다. 히타치 제작소와 가와사키 차량(현·가와사키 중공업)에서 제조되었다. 운용 종료 후, 일부 차량은 구마모토 전기 철도에 이적하였다. 차체의 띠색은 당초 「빨강」이었지만, 1972년부터의 라인 칼라 선정시에 차례차례 「파랑」으로 변경되었다. 냉방 개조는 고려되지 않았지만 6121편성만 냉방 장치가 장착되었다.

### 2차차(6151~6231.6015~6145.6016~6146)
1972년에 스가모 - 히비야간의 개통용으로서 6량 9편성(54량)과 1차차편성의 6량화용으로 28량의 합계 82량이 신조되었다. 이 차량에서는 지붕의 표시창이 높아졌다. 냉방 개조가 당초부터 가능한 설계이며, 또 신조 당시부터 청대였다. 덧붙여 제조 메이커는 알나공업기계(현·알나 차량),히타치 제작소,일본 차량제조이다.

### 3차차(6241~6261)
1973년의 히비야 - 미타간의 개통용으로 6량 3편성(18량)이 알나공업기계에서 신조되었다. 다만 외관은 2차차와 변화는 없다.

### 4차차(6271.6281)
1976년의 다카시마다이라 - 니시타카지마다이라의 개통용으로서 6량 2편성(12량)이 알나공업기계에서 신조되었다. 1 - 3차차와의 차이점은 두껍닫이창이 폐지되어 중앙부에는 냉방 장치를 설치할 수 있는 준비 공사가 베풀어졌다. 동년에 등장한 아사쿠사 선용의 5200형과의 공통점이 많다. 또, 신주쿠 선용 10-000형도 두껍닫이창 생략으로 생산되게 된다. 냉방 개조도 이 그룹이 톱으로 행해졌다. 덧붙여 측면의 구석에 행선지 표시범위가 설치되어 있었지만, 사용되지 않고 폐차가 되었다.

### 그 후의 변화
1988년 가을 무렵에 측면뿐인 청대를 정면 전조등에도 돌도록 변경했다. 또 1989년 봄부터는 일부 편성을 제외하고 냉방화와 차체 수선(B수선)도 개시했다. 개수 내용은 이하와 같다.
- 화장판을 흰색 베이스에 묽은 차의 모양 첨부에 새로 발라 측비는 차내측도 스텐레스인채로 되었다. 덧붙여 초기차 중 증결차의 일부는 행해지지 않았다.
- 와이퍼를 공기식으로부터 전동식으로 교환.
- 냉방 장치는 6271·6281 편성은 집중식, 6121·6151 - 6261 편성은 집약 분산식 2대가 설치되었다. 찬 바람 송풍구는 모두 스포트 방식이다.

차체 수선에 관해서는 시무라 차량 공장(당시)에서 게이오 중기 정비가 출장 공사의 취급으로 담당하고 있다. 현재에도 지치부 철도 5000계와 구마모토 전기 철도 6000A형의 차내에서 게이오 중기의 명판을 볼 수 있다. 또 1993년도부터 도쿄 도의 심볼 마크인 「은행나무 잎」을 선두차의 전면과 측면에 부착했다.

## 현재

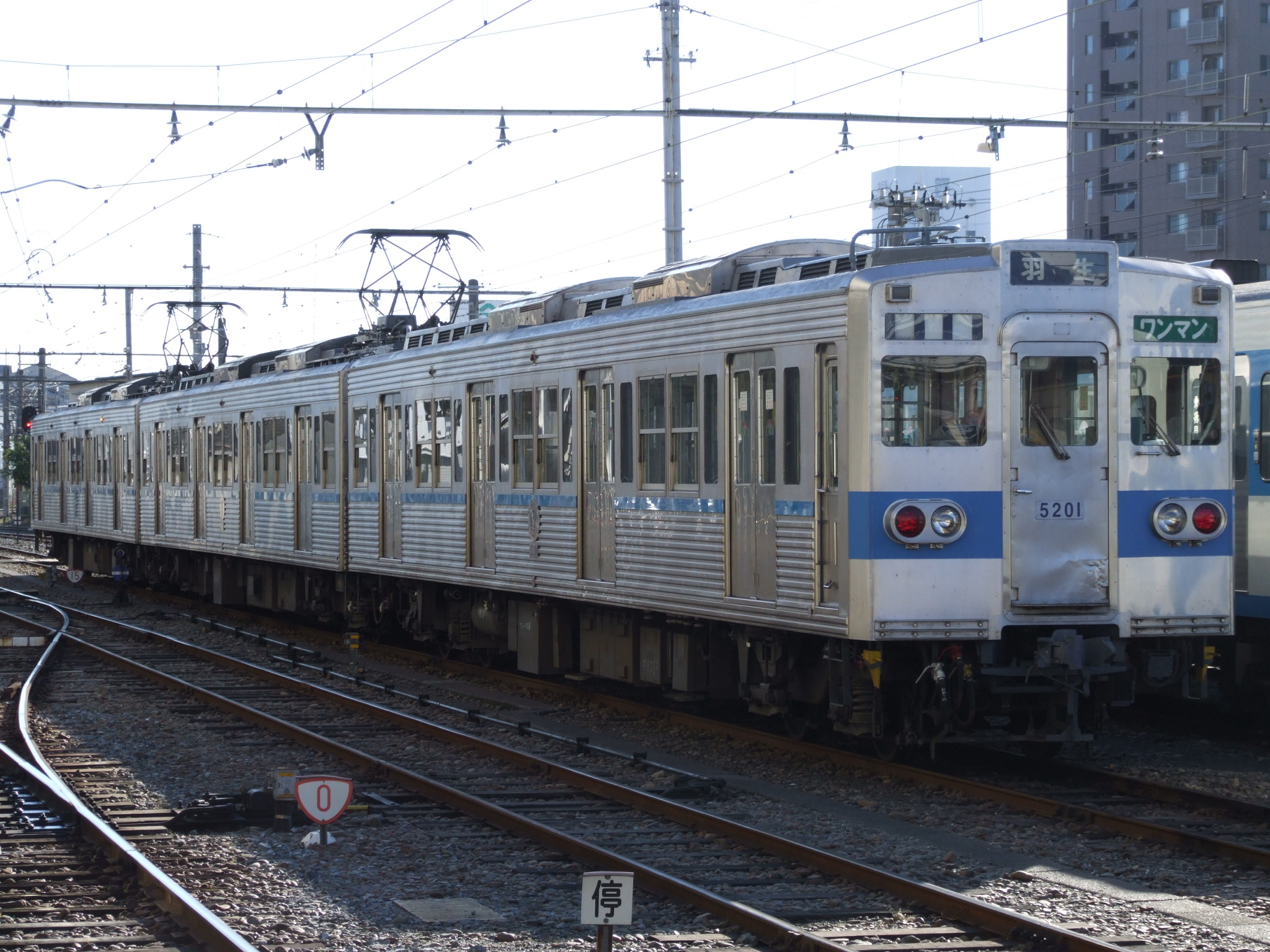
지치부 철도 5000계(2007년 12월 16일, 구마가야역에서 촬영)

미타 선에서의 영업 운전은 종료했지만, 2008년 현재에도 일부 편성이 양도차로서 이하의 철도 회사에서 사용되고 있다.
- 구마모토 전기 철도 - 구마모토 전기 철도 6000계 전동차(10량 - 6101·6111·6211·6221·6231 편성의 1·8호차)
- 지치부 철도 - 지치부 철도 5000계 전동차(12량 - 6191·6241·6251·6261 편성의 1·6·8호차. 그 밖에 부품 잡기차 2량)

그 외, 특이한 예로서는 인도네시아에 정부개발원조로 해서 무상 양도 되어 자카르타 근교에서 운행되고 있다. 수송비 등은 인도네시아 측이 부담했다. 자세한 것은 후술 한다. 또, 도쿄 소방청 다치카와 소방 시설에 훈련용으로서 차체 단축 개조·좌석 개조를 받은 차량과 군마현 다테바야시시의 다카다 산업에 창고로서 이 절단분(도쿄도 하치오지시의 게이오 중기 정비 경유)이 잔존하고 있다. 그 밖에 지바현 사쿠라시의 「사쿠라풀네의 언덕」에도 냉방을 탑재하지 않은 채 1999년까지 예비차로서 잔존한 6141 편성 중 2량이 정태 보존되고 있다.

### 인도네시아 수출 차량

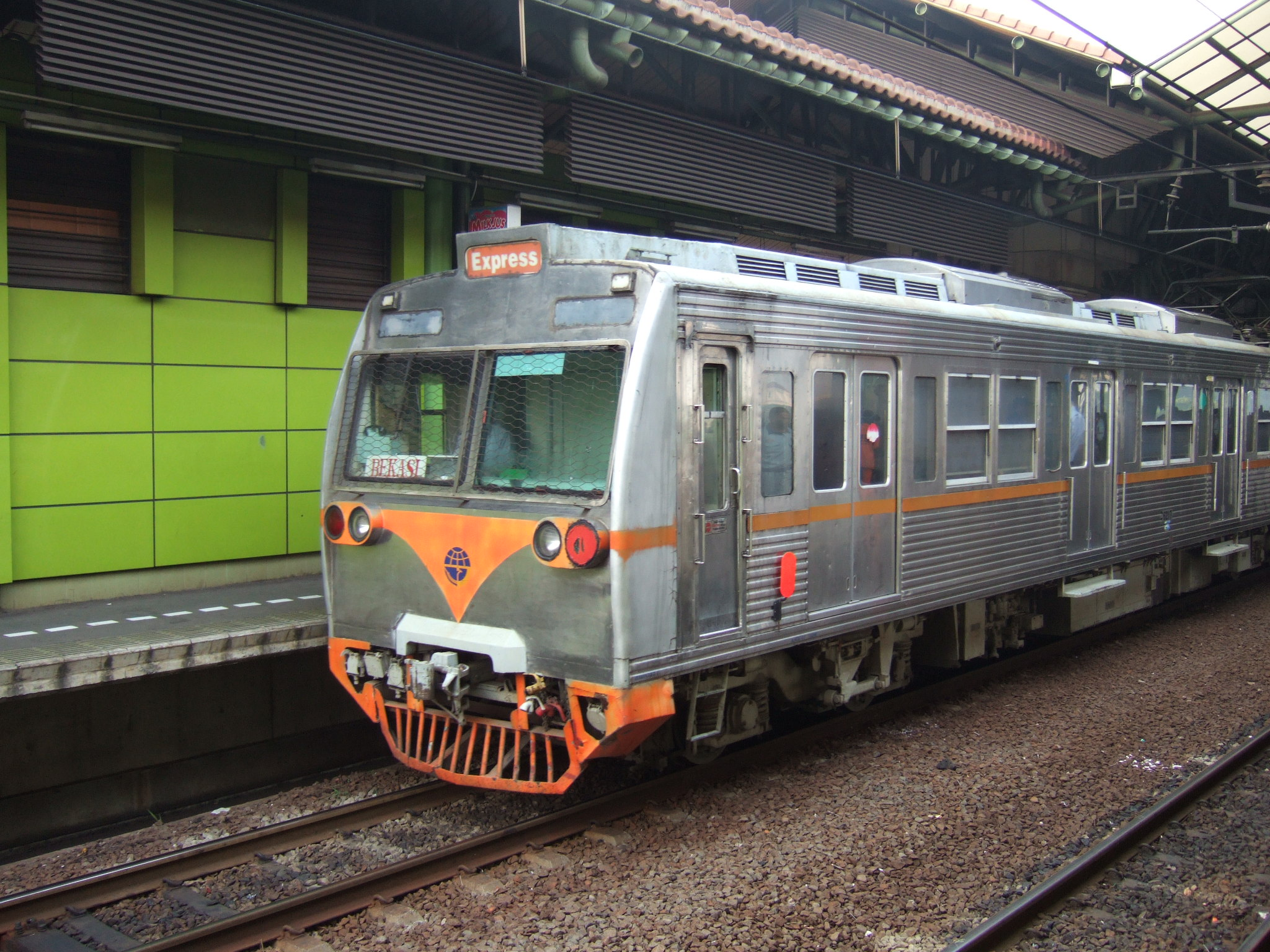
피티 케레타 아피 브카시 선의 급행에 사용되는 구 도쿄 도 경영 6000형의 선두화 개조차

인도네시아의 철도 기업인 피티 케레타 아피에 양도된 차량은 자카르타 수도권의 통근 전철로 사용되고 있다. 냉방 장치를 장비하고 있는 것 등에서, 현지에서는 특별 요금을 징수하는 급행열차(Ekspres)로의 운용이 중심이며, 미타 선 시대에 계획되면서도 등장하지 않았던 8량 편성도 있다. 또, 2002년부터 2004년에 걸쳐 중간차 6량이 매년 2량씩 현지에서 선두차로 개조되었다. 이 선두차는 유선형의 비관통 구조이며, 원형의 6000형의 모습과는 완전히 형태가 다르다. 후년에 많은 편성은 띠를 등색으로 변경하여 선두차에는 카우캐쳐(배장기에 해당하는 것)가 장비되었다. 세르폰 선 대응차는 록대로 바뀌어 원형의 청대차는 소멸했다. 덧붙여 데폭크 차고에서의 점검 지원 포함으로의 원·도큐 8000계·8500계의 투입이 진행하고 있어, 보고르(bogor) 급행 계통으로의 본형식의 운용 기회는 감소하고 있다.

## 같이 보기
- 일본에서 해외로 수출된 철도 차량